# 桑谷町
桑谷町（くわがいちょう）は愛知県岡崎市東部地区の町名。丁番を持たない単独町名であり、63の小字が設置されている。

## 地理
岡崎市の南東に位置する。町中心部に市営住宅桑谷荘が存在する。小字を持つが丁番は持たない。

### 河川
- 竜泉寺川

### 湖沼
- 神明池
- 深沢池
- いりの池

### 小字
| - 字青木（あおき） - 字アセビ（あせび） - 字雨山（あめやま） - 字石丸（いしまる） - 字一斗目（いっとうめ） - 字岩ケ入（いわがいり） - 字岩鼻（いわはな） - 字馬イラズ（うまいらず） - 字沖ノ田（おきのた） - 字奥山口（おくやまぐち） - 字小田ノ入（おだのいり） - 字折戸（おりど） - 字釜中（かまなか） - 字釜谷（かまや） - 字上平地（かみひらち） - 字唐園（からその） - 字河原（かわはら） - 字木落（きおとし） - 字クスボ（くすぼ） - 字クツバ（くつば） - 字栗林（くりばやし） | - 字小倉（こぐら） - 字小畔見（こぐるみ） - 字小坂（こさか） - 字坂口（さかぐち） - 字坂ノ入（さかのいり) - 字三味形（さみがた） - 字猿口（さるぐち） - 字下市場（しもいちば） - 字下平地（しもひらち） - 字社宮神（しゃぐうじん） - 字新座山（しんざやま） - 字蛇渕（じゃぶち） - 字ゾウシダ（ぞうしだ） - 字高畑（たかばた） - 字佃（つくだ） - 字椿（つばき） - 字鳶谷戸（とびがやと） - 字堂ケ入（どうがいり） - 字百々沢（どどがざわ） - 字中村（なかむら） - 字西裏（にしうら） | - 字西平地（にしひらち） - 字野田（のた） - 字浜井場（はまいば） - 字東浦（ひがしうら） - 字東野（ひがしの） - 字瓢単ケ入（ひょうたんがいり） - 字平田ケ入（ひらたがいり） - 字広表（ひろおもて） - 字深沢（ふかざわ） - 字鮒原（ふなはら） - 字堀切（ほりきり） - 字棒ケ入（ぼうがいり） - 字松葉（まつば） - 字松本（まつもと） - 字宮ノ入（みやのいり） - 字森下（もりした） - 字谷崎（やさき） - 字谷下（やした） - 字山側（やまがわ） - 字山本（やまもと） - 字若栗（わかぐり） |

## 世帯数と人口
2019年（令和元年）5月1日現在の世帯数と人口は以下の通りである。
| 町丁   | 世帯数  | 人口    |
| ------ | ------- | ------- |
| 桑谷町 | 445世帯 | 1,006人 |

### 人口の変遷
国勢調査による人口の推移
| 1995年（平成7年）  | 1,134人 | [ 5 ] |  |
| 2000年（平成12年） | 1,123人 | [ 6 ] |  |
| 2005年（平成17年） | 1,180人 | [ 7 ] |  |
| 2010年（平成22年） | 1,139人 | [ 8 ] |  |
| 2015年（平成27年） | 1,076人 | [ 9 ] |  |

## 小・中学校の学区
市立小・中学校に通う場合、学区は以下の通りとなる。
| 番・番地等 | 小学校             | 中学校             |
| ---------- | ------------------ | ------------------ |
| 全域       | 岡崎市立竜谷小学校 | 岡崎市立東海中学校 |

## 歴史
額田郡桑谷村を前身とする。

## 交通
道路
- 愛知県道324号生平幸田線（吉良道）
- 愛知県道326号桑谷柱線
- 林道桑谷蒲郡線

## 施設

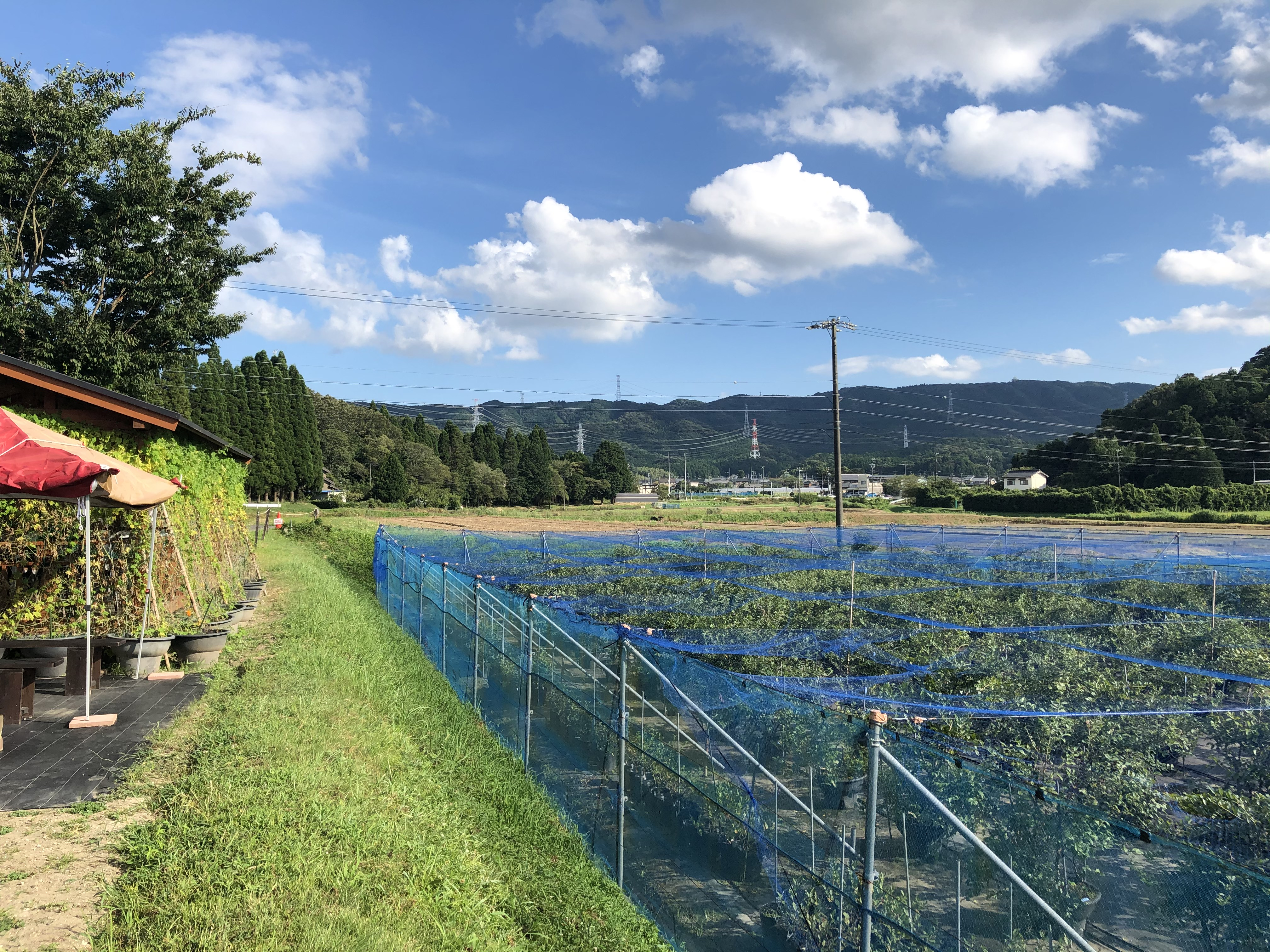
ブルーベリーファームおかざき

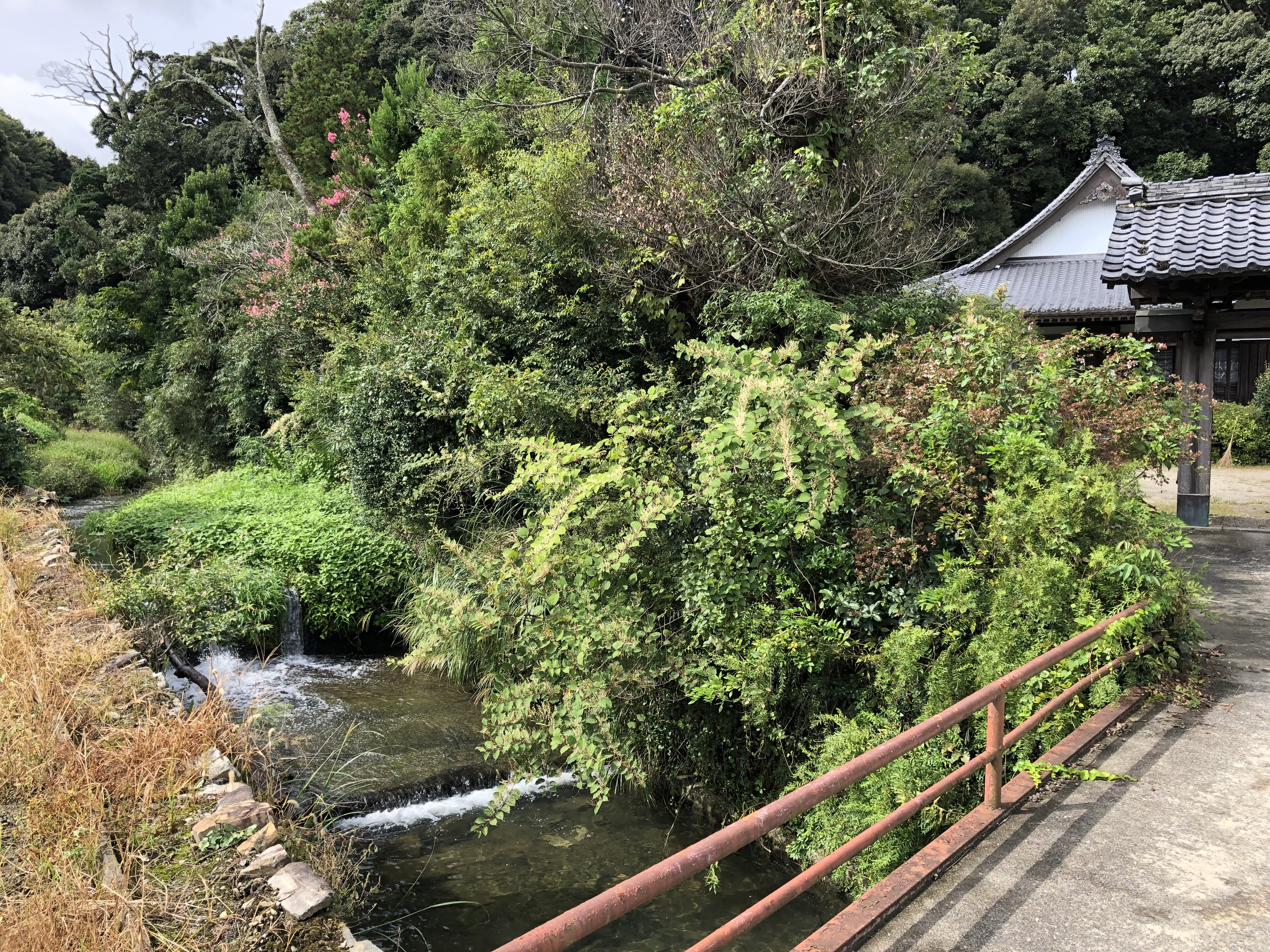
広忠寺の前を流れる小川

- JAあいち三河桑谷支店
- ファミリーマート岡崎桑谷店
- 桑谷公民館
- 桑谷キャンプ場
- 三河湾国定公園
- 東部運動場
- 美合総合グラウンド
- 広忠寺[11]
- 長善寺
- 願心寺
- 秋葉神社
- 日吉神社
- ブルーベリーファームおかざき[12]
- 三丈ヶ滝

## その他

### 日本郵便
- 郵便番号 : 444-3515[3]（集配局：岡崎郵便局[13]）。

## 参考資料
- 「角川日本地名大辞典」編纂委員会 編『角川日本地名大辞典 23 愛知県』角川書店、1989年3月8日。ISBN 4-04-001230-5。
- 有限会社平凡社地方資料センター 編『日本歴史地名体系第23巻 愛知県の地名』平凡社、1981年。ISBN 4-582-49023-9。